# Kanitha Wichiencharoen
Kanitha Wichiencharoen, née le 4 novembre 1920 à Bangkok au Siam, morte le 13 mai 2002 à Bangkok en Thaïlande, est une avocate thaïlandaise et défenseure des droits des femmes puis religieuse bouddhiste (maechee). 
Elle est surtout connue pour son action en faveur des droits des femmes, elle est reconnue pionnière sur cette question en Thaïlande.
Kanitha Wichiencharoen fonde et préside plusieurs associations et institutions, comme l'Association internationale des femmes de Thaïlande et l'Association pour la promotion de la condition de la femme, ainsi que le premier refuge d'urgence pour femmes en Thaïlande, qu'elle crée d'abord dans sa propre maison. Elle fonde également le Centre d'éducation et de formation des femmes, et une clinique pour les femmes enceintes. 
Devenue religieuse, elle fonde aussi le Mahapajapati Theri College, le premier collège en Asie du Sud-Est à former de futures religieuses bouddhistes, avec diplôme en bouddhisme et en philosophie.

## Biographie

### Jeunesse, formation
Kanitha Samsen naît le 4 novembre 1920 à Bangkok, dans le royaume de Siam ; elle est une fille de Thanom et Mangorn Samsen,. Elle est l'une des deux filles du couple ; son père est un avocat réputé, qui est sénateur pendant la période de transition vers une monarchie constitutionnelle. Ses parents encouragent Kanitha et sa sœur Kanok dans leurs études.
Kanitha Samsen commence ses études à l'école du couvent Saint François Xavier et fréquente ensuite l'école du couvent Saint Joseph, avant de s'inscrire à la faculté de droit de l'université Thammasat. Elle travaille ensuite pendant deux ans comme conseillère auprès de femmes ayant subi des abus et de la discrimination, puis elle part à Washington étudier le droit international à l'American University et à l'Université Columbia à New York. Elle étudie en Suisse les relations internationales à l'Institut de hautes études internationales et du développement en 1949,.

### Militantisme, fondations, présidence d'associations
Une fois revenue à Bangkok, Kanitha Samsen entre au ministère des Affaires étrangères, où elle rencontre Adul Wichiencharoen, qu'elle épouse en 1950 et avec qui elle aura par la suite trois enfants : Aim, Anik et Art,. En 1953, Kanitha Wichiencharoen retourne aux États-Unis pour étudier la protection sociale à l'Université Howard de Washington. Après avoir obtenu son diplôme sur la protection sociale en 1955, elle retourne en Thaïlande et travaille comme superviseuse à la Standard Vacuum Oil Company.
Elle travaille également pour l'USAID puis comme conseillère juridique auprès de l'Autorité du Tourisme. Elle commence en 1961 un mandat de trois ans en tant que présidente de l'Association des femmes avocates de Thaïlande, voyageant à l'étranger selon ses fonctions. Lors de ses visites dans d'autres pays, elle recherche des refuges pour femmes, avec l'intention de trouver des moyens d'améliorer les services pour les femmes,.
Elle fonde également des ateliers du samedi au cours desquels des avocates donnent des conseils juridiques gratuits au public pour offrir une assistance communautaire. Elle devient en 1963 secrétaire exécutive de l'Association de coopération technique américano-thaïlandaise, et continuera à occuper ce poste à l'association pendant 21 ans,. Elle est en plus conseillère juridique auprès des Nations unies, auprès de diverses ONG de développement et pour l'industrie pétrolière.
Kanitha Wichiencharoen est choisie comme présidente de l'Association internationale des femmes de Thaïlande. Participant activement au mouvement thaïlandais pour les droits des femmes tout au long des années 1970, Kanitha Wichiencharoen devient en 1974 l'une des fondatrices de l'Association pour la promotion de la condition de la femme (Association for the Promotion of the Status of Women, APSW). Cette association, composée à la fois de femmes et d'hommes, commence par faire campagne pour réviser et amender les lois afin d'offrir une meilleure protection aux femmes et aux enfants,. En même temps que Kanitha Wichiencharoen préside cette association, elle devient en même temps présidente du Conseil national du comité féminin permanent sur les femmes et le travail.
Comme il n'y a pas de ressources existantes en Thaïlande pour aider les femmes maltraitées, sans emploi et âgées, Kanitha Wichiencharoen ouvre sa propre maison pour servir d'abri d'urgence. Lorsque la police ne sait pas quoi faire des femmes en danger, elle les lui amène.
Elle voyage beaucoup pour étudier la situation des femmes à travers le monde, participant à de nombreuses conférences et expériences universitaires, comme une étude de 1961 sur les tribunaux de la famille et de la jeunesse au Japon ; une évaluation de 1977 du tribunal australien de la famille et des refuges pour femmes ; un voyage d'étude en 1979 avec des observations sur le Kansas City Women's Center, sur les foyers à San Francisco et à Washington, et sur un centre de crise pour viol à New York ; elle participe aussi en 1987 au congrès de la Fédération des femmes soviétiques à Prague, et participe en 1988 comme conférencière au Forum nordique et à l'Association suédoise des femmes, entre autres.
En 1980, en réponse aux besoins identifiés par l'Association des avocats, Kanitha Wichiencharoen lance une campagne de financement pour créer un refuge permanent pour femmes. Grâce à une collecte de 50 000 ฿ (soit 2 000 US$), l'Association pour la promotion de la condition de la femme (APSW) qu'elle préside installe un refuge dans le bâtiment de l'association des avocats, offrant le logement, des repas et des références médicales. Ce premier refuge pour femmes en Thaïlande, le Fonds d'accueil d'urgence et de secours pour les femmes et les enfants en détresse, manque rapidement de place. En 1986, pour répondre aux demandes trop nombreuses pour leur espace d'origine, ils ouvrent une deuxième, puis une troisième maison dans le district de Donmuang à Bangkok.
Consciente que cette aide est apportée après coup, Kanitha Wichiencharoen commence à collecter des fonds pour ouvrir un établissement d'enseignement. Le Centre d'éducation et de formation des femmes (WE-TRAIN), proposant une formation éducative et professionnelle, est créé en 1988,. Souhaitant depuis longtemps développer une clinique pour aider les femmes enceintes, en réponse aux besoins croissants des femmes après l'identification de l'épidémie de VIH/SIDA dans les années 1980, une clinique est finalement fondée,.
Kanitha Wichiencharoen fonde en 1990 un centre de recherche politique pour analyser et conseiller sur les questions socio-économiques et politiques ayant un impact sur la vie des femmes. L'Institut de recherche sur le genre et le développement (Gender and Development Research Institute, GDRI) est ainsi créé en tant qu'ONG et travaille dans toutes les classes sociales pour améliorer le bien-être des femmes.

### Religieuse bouddhiste
Voulant devenir religieuse, mais consciente depuis longtemps des divergences dans la foi bouddhiste concernant les femmes dans le ministère et de la soumission requise des religieuses aux moines,, Kanitha Wichiencharoen est ordonnée maechee ou « religieuse laïque » au Sri Lanka en 1993. Gardant son titre, khunying, l'équivalent de dame, elle reçoit des critiques de la part des médias, mais comme le roi de Thaïlande lui avait accordé le titre et que ne pas l'utiliser serait un manque de respect, elle choisit l'appellation de « Maechee Khunying Kanitha ». Comme elle continue à s'impliquer dans le travail militant de l'APSW, elle ne choisit pas non plus de vivre dans le samnak chii (couvent bouddhiste) avec les autres religieuses, mais elle établit une petite maison séparée où elle vit avec quelques autres membres de la communauté.
Elle rédige en 1996 la Déclaration des droits des religieuses, préconisant que les femmes des ordres religieux puissent avoir une autonomie politique protégée par la loi et avoir l'autorité exclusive pour gérer leurs finances et déterminer l'ordination ou la censure des membres, et elle fait pression pour son adoption. Bien que ce projet de loi échoue, elle continue à faire pression pour des mesures visant à améliorer la perception et les possibilités des religieuses. En 1999, Maechee Khunying Kanitha, en lien avec le Thai Nun's Institute et l'APSW, fonde le premier collège, le Mahapajapati Theri College, permettant d'offrir aux femmes une formation du Bachelor of Arts (baccalauréat ès arts) en bouddhisme et en philosophie.

### Mort, postérité
Kanitha Wichiencharoen meurt le 13 mai 2002 d'un cancer.
Elle est reconnue comme une pionnière de la défense des droits des femmes en Thaïlande,. Lors des festivités organisées en 1990 à la Sorbonne à Paris à l'occasion de la Journée internationale des femmes, Kanitha Wichiencharoen est honorée comme une défenseure exceptionnelle des femmes,. Elle reçoit en 1995 un doctorat honorifique en philosophie, sociologie et anthropologie de l'Université Ramkhamhaeng.